# Kaunisvaara kyrkobokföringsdistrikt
Kaunisvaara kyrkobokföringsdistrikt var ett kyrkobokföringsdistrikt (ofta förkortat kbfd) i Pajala församling i Luleå stift. Dessa distrikt utgjorde delar av en församling i Sverige som i folkbokföringshänseende var likställd med en församling. Distriktet bildades den 1 januari 1948 (enligt beslut den 30 december 1947) när Pajala församling delades upp på två kyrkobokföringsdistrikt (Kaunisvaara och Pajala) och upplöstes den 1 januari 1971 då Pajala församlings uppdelning på kyrkobokföringsdistrikt upphörde.
Kaunisvaara kyrkobokföringsdistrikt hade enligt Skatteverket församlingskoden 252100 och enligt Statistiska centralbyrån (år 1971) församlingskoden 252102.

## Areal
Kaunisvaara kyrkobokföringsdistrikt omfattade den 1 januari 1961 en areal av 689,00 kvadratkilometer, varav 681,00 kvadratkilometer land.

## Befolkningsutveckling
| Befolkningsutvecklingen i Kaunisvaara kbfd 1947–1970                                                                         | Befolkningsutvecklingen i Kaunisvaara kbfd 1947–1970 | Befolkningsutvecklingen i Kaunisvaara kbfd 1947–1970 | Befolkningsutvecklingen i Kaunisvaara kbfd 1947–1970 | Befolkningsutvecklingen i Kaunisvaara kbfd 1947–1970 |
| --- | ---------------------------------------------------- | ---------------------------------------------------- | ---------------------------------------------------- | ---------------------------------------------------- |
| |                                                      |                                                      |                                                      |                                                      |
| År |                                                      |                                                      | Invånare                                             |                                                      |
| 1947 | 1947                                                 |                                                      | 1 168                                                | 1 168                                                |
| 1950 | 1950                                                 |                                                      | 1 159                                                | 1 159                                                |
| 1955 | 1955                                                 |                                                      | 1 130                                                | 1 130                                                |
| 1960 | 1960                                                 |                                                      | 1 051                                                | 1 051                                                |
| 1965 | 1965                                                 |                                                      | 914                                                  | 914                                                  |
| 1970 | 1970                                                 |                                                      | 728                                                  | 728                                                  |
| Befolkning den 31 december enligt den administrativa indelningen den 1 januari följande år Källa: SCB:s historiska statistik |                                                      |                                                      |                                                      |                                                      |